# Toblerone
Toblerone es una marca de chocolate de origen suizo, producida y distribuida por Mondelēz International. Fue fundada en 1908 por Theodor Tobler y está especializada en producir chocolatinas con forma de prisma triangular. La receta combina chocolate con leche, nougat de almendras y miel. La marca es un acrónimo del apellido de Tobler y la palabra italiana torrone (turrón).

## Historia

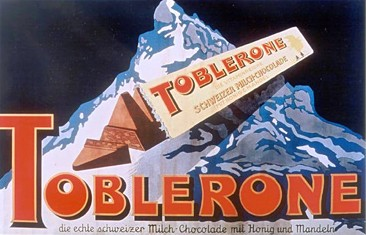
Publicidad de Toblerone en la década de 1920

Toblerone fue creado en 1908 por el chocolatero suizo Theodor Tobler (1876-1941) en su confitería de Berna. Su primo, Emil Baumann, le dio la idea de mezclar chocolate con nougat de almendras y miel después de probar el turrón en un viaje a Italia. En vez de crear una tableta de chocolate tradicional, Tobler diseñó un molde con forma de prisma triangular, de la que pudieran desprenderse pequeñas porciones para ser consumidas. Si bien sin desenvolver parece un prisma con todas sus caras lisas, por dentro tiene la forma de una barra dentada, con las letras del nombre del chocolate grabadas en cada diente. En 1909 se convirtió en el primer chocolate suizo patentado del mercado.
La hipótesis más extendida sobre la forma piramidal es que está basada en los Alpes suizos. Sin embargo, los familiares de Tobler han apuntado a otras teorías: uno de sus hijos dijo que se inspira en una pirámide humana de las bailarinas del cabaré Folies Bergère, mientras que sus nietos aseguraron que era un homenaje al triángulo francmasónico. A partir de la década de 1920 comenzaría a usarse la silueta del monte Cervino en todas las promociones, con el oso de Berna oculto en el logotipo.
En 1970, Tobler se unió con la empresa Suchard (fabricantes de Milka) para dar origen a Interfood, que a su vez fue absorbida en 1982 por la compañía alemana de café Jacobs (propiedad de Klaus Johann Jacobs) en el grupo Jacobs Suchard, una de las mayores multinacionales de alimentación de Europa. En 1990, Kraft Foods se hizo con el control de esa empresa y expandió la marca Toblerone a nivel internacional. Desde 2012, la filial europea de Kraft se llama Mondelēz International.

## Productos
Toblerone se produce en Ingenbohl, un municipio vecino de Berna. Las variedades para Estados Unidos se fabrican en Bellwood (Illinois) desde 2000. Hay distintas variedades:
- Milk (1908): Receta original: chocolate con leche, nougat de almendras y miel.
- Dark (1969): chocolate negro.
- White (1969): chocolate blanco
- Fruit & Nuts (2007): variante con uvas pasas y nueces.
- Crunchy Almonds (2007): variante con almendras crujientes.
- Coconut Crispy (2015): variante con coco.

## Impacto cultural

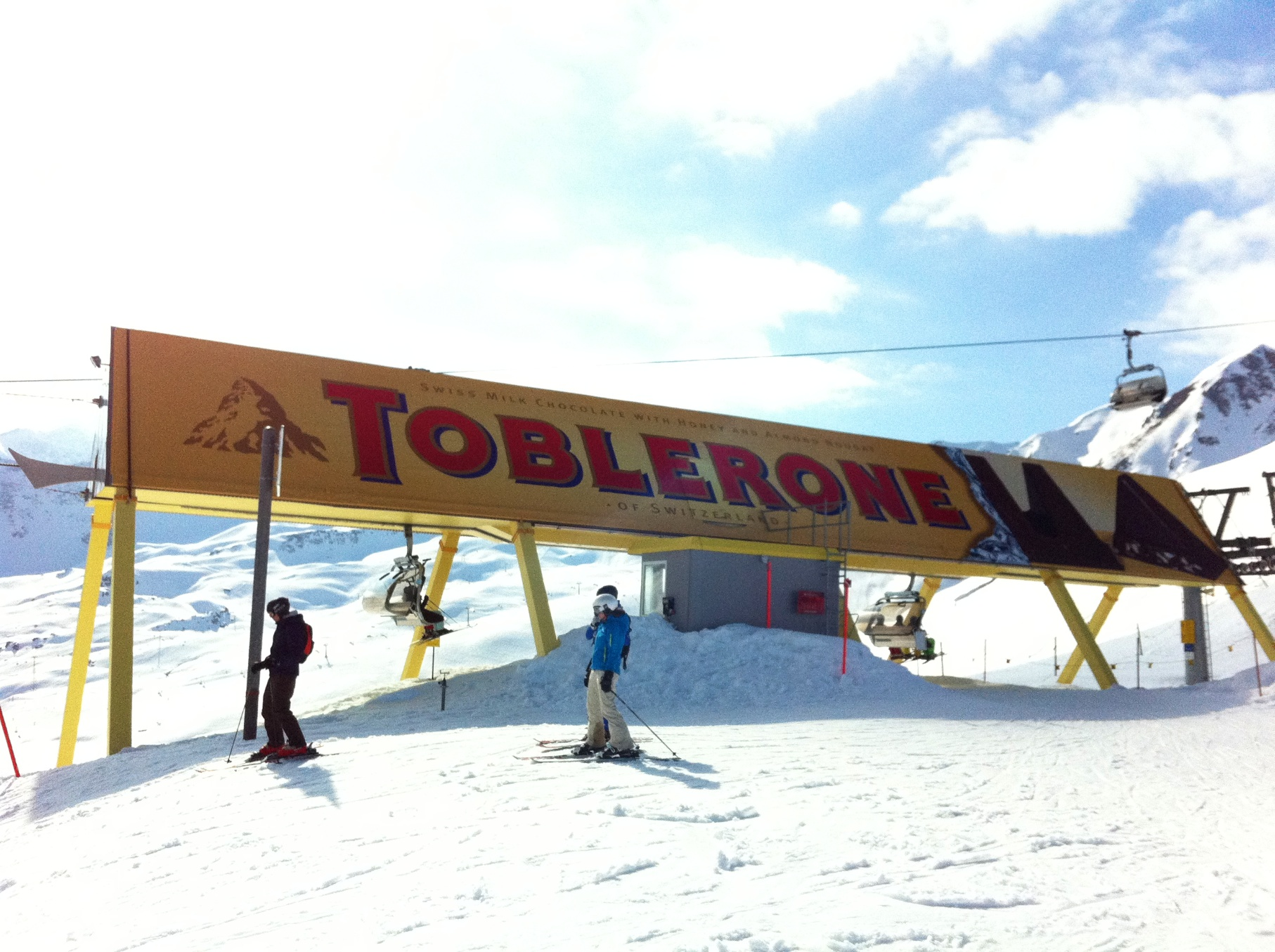
Publicidad de Toblerone en la estación de esquí de Carmenna (Cantón de los Grisones)

La estructura piramidal del Toblerone le convierte en una chocolatina distintiva respecto de la competencia, y ha servido para referirse a estructuras similares. Durante la Segunda Guerra Mundial, los suizos establecieron una línea defensiva entre Bassins y Prangins para impedir el paso de los tanques, conocida como «línea Toblerone» porque tenía la misma forma que la chocolatina.
En Almería (España) se conocía popularmente como «Toblerone» a un antiguo almacén del Sitio de Mineral de Hierro, construido en 1973 por la Compañía Andaluza de Minas, cuya forma era similar a las barras de chocolate suizo. El edificio fue desmantelado en 2013 para construir viviendas, lo cual motivó protestas ciudadanas ante lo que consideraban una operación de especulación urbanística. La marca suiza apoyó a los manifestantes a través de un tuit en el que pedía «salvar el Toblerone».
En 1995, la política sueca Mona Sahlin tuvo que dimitir por haber utilizado la tarjeta de crédito parlamentaria para gastos personales, entre ellos la compra de dos barras de Toblerone.

## Controversia
En 2016, Mondelēz lanzó sin previo aviso un rediseño de Toblerone para el mercado de Reino Unido con menos cantidad que el original. Además de que la barra británica pesa 150 gramos, veinte menos que la tradicional, se aumentó el espacio libre entre los triángulos sin cambiar el diseño del envoltorio ni el precio de venta. Los cambios suscitaron fuertes críticas de los consumidores. En un comunicado, la multinacional aseguró que se debía al incremento de costes de producción en territorio británico.